# Blue Gender
Blue Gender (ブルージェンダー?, Burū Jendā), è una serie televisiva anime creata da Ryōsuke Takahashi e trasmessa in Giappone dal 1999 al 2000, dalla rete Tokyo Broadcasting System. L'anime venne poi distribuito anche negli USA grazie a FUNimation. Nel 2003 la serie viene adattata ad un pubblico più infantile e vengono tolte le scene più violente. La serie è apparsa anche negli schermi inglesi sul canale Sci Fi Channel nel 2002-2003. Nel 2002 viene realizzato anche un lungometraggio che riprende la serie TV, ma con un diverso finale.

## Trama
Ambientata in un futuro prossimo, la storia narra di Yuji Kaido, un ragazzo a cui è stata diagnosticata una malattia grave che lo ha portato a scegliere di essere posto in uno stato criogenico in attesa che venga trovata una cura. Vent'anni più tardi viene risvegliato, ma non per essere curato. Una razza di insetti alieni chiamati "Blue" ha conquistato la Terra rendendo gli umani schiavi e riducendoli sull'orlo dell'estinzione. Yuji è chiamato ad unirsi ai "dormienti", uomini risvegliati dall'ibernazione per lottare contro i mostri invasori dall'élite terrestre, ora rifugiatasi su Second Earth, un enorme satellite artificiale.

## Personaggi
- Yuji Kaido (海堂 祐司?, Kaidō Yūji)

Seiyuu: Kenji Nojima
Il protagonista della serie. Colui che appena svegliatosi si unisce al gruppo dei "dormienti", durante la serie sarà solo grazie a Marlene se non perderà il controllo e la sua umanità.
- Marlene Angel (マリーン・エンジェル?, Marīn Enjeru)

Seiyuu: Hōko Kuwashima
Orfana per colpa dei mostri, è uno dei soldati che salva Yuji, forte di carattere e decisa su suoi principi vede la sua truppa sterminata ad opera degli insetti
- Alicia Whistle (アリシア・ウィッスル?, Arisha Wissuru)

Seiyuu: Miwa Yasuda
Una dei dormienti, la incontra Yuji quando si separa da Marlene, muore per colpa di un'esplosione nelle prime puntate dell'anime.
- Tony Frost (トニー・フロスト?, Tonī Furosuto)

Seiyu: Hiroyuki Satou
Altro soldato del gruppo, abile pilota di robot con il quale riesce a contrattaccare l'esercito nemico.

## Titoli degli episodi
1. Oneday
2. Cry
3. Trial
4. Agony
5. Priority
6. Relation
7. Sympath
8. Oasis
9. Confirm
10. Tactics
11. Go Mad
12. Progress
13. Heresy
14. Set
15. Calm
16. A Sign
17. Eclosion
18. Chaos
19. Collapse
20. Versus
21. Joker
22. Dogma
23. Soliste
24. Compass
25. Adagio
26. Let Me

## Colonna sonora
Sigla di apertura
1. Tokihanate! cantata da Houko Kuwashima

Sigla di chiusura
1. Ai Ga Oshiete Kureta cantata da Houko Kuwashima